# Xã Nebraska, Quận Livingston, Illinois
Xã Nebraska (tiếng Anh: Nebraska Township) là một xã thuộc quận Livingston, tiểu bang Illinois, Hoa Kỳ. Năm 2010, dân số của xã này là 1.433 người.